# Bayonnaise Rocks
Die Bayonnaise Rocks (jap. ベヨネース列岩, Beyonēsu-retsugan, dt. „Bayonnaise-Felsenkette“) sind eine kleine, unbewohnte Gruppe von Felsinseln vulkanischen Ursprungs im Pazifischen Ozean. Sie liegen zwischen Aogashima und Sumisu-jima der japanischen Izu-Inseln.

## Verwaltung
Wie die gesamte Inselkette der Izu-Inseln gehören die Bayonnaise Rocks administrativ zur Präfektur Tokio. Sie sind Teil der Subpräfektur Hachijō, die von Hachijō-jima aus verwaltet wird. Sie gehören jedoch, ebenso wie die drei weiter südlich befindlichen Izu-Inseln (Sumisu-jima, Torishima und Sōfugan) zu keiner Gemeinde und sind damit de facto gemeindefreies Gebiet. Sie werden von den Gemeinden Aogashima (mit Sitz auf der mit 64 km Entfernung nächstgelegenen Insel Aogashima) und der 130 km weiter nördlich gelegenen Gemeinde Hachijō beansprucht.

## Geographie
Die Bayonnaise Rocks liegen 408 km südlich von Tokio sowie 65 km südsüdöstlich der benachbarten Insel Aogashima. Die südlich benachbarte unbewohnte Insel Sumisu-jima ist 49 km entfernt und stellt damit das nächstgelegene Land dar. Seit 1869 ist vulkanische Aktivität in der Region bekannt, seither gab es mehrere Eruptionen. Der letzte Vulkanausbruch war 1970. Die Felsen liegen am westlichen Rand einer untermeerischen Caldera, die sich nur dort über den Wasserspiegel erhebt. Acht Kilometer weiter östlich liegt das Riff Myōjin-shō (明神礁), ein Post-Caldera-Kegel mit einer minimalen Tiefe von 50 Metern.
Während des Vulkanausbruchs vom 17. September 1952 entstand an der Stelle des Riffs Myōjin-shō kurzzeitig eine aus einem Lavadom bestehende Insel mit einer Höhe von mehreren 10 Metern, die bei anschließenden Eruptionen mehrmals zerstört wurde und wieder neu entstand, bis sie zuletzt am 3. September 1953 wieder versank. Durch eine Eruption am 24. September 1952 sank das japanische Forschungsschiff Kaiyo-Maru; alle 31 Menschen an Bord starben. Gegenwärtig ist die geringste Wassertiefe dort 50 Meter.
Die Vegetation der Bayonnaise Rocks ist dürftig. Die Inseln sind ein Rastplatz für Zugvögel.
Die Felseninseln wurden nach dem französischen Kriegsschiff Bayonnaise benannt, mit dem sie 1846 entdeckt wurden.

### Urania Island
Urania Island war eine kurzlebige Insel bei 31° 56′ N, 140° 0′ O etwa 10 km nordöstlich der Bayonnaise Rocks. Die Vulkaninsel tauchte im Februar 1946 aus dem Meer auf, wuchs bis März auf 46 m Höhe an um dann bis Januar 1947 wieder im Meer zu versinken. Benannt wurde die Insel nach dem Zerstörer HMS Urania, der sie zum Zeitpunkt ihrer Entstehung entdeckte.